# Dolce stil novo
A dolce stil novo (magyarul „édes, új stílus”) a 13. századi Itália legfontosabb irodalmi irányzatának neve. Az irányzatra a szicíliai és a toszkán költészet tett nagy hatást. Az időszak irodalmi munkáinak legfontosabb témája a nemeslelkűség (gentilezza) és a szerelem (amore). A dolce stil novo nevet először Dante Alighieri használta a Purgatórium 24. énekében: amikor megérkezik a purgatóriumba, Bonaggiunta Orbiccianival, egy 13. századi itáliai költővel találkozik, aki elmeséli Danténak, hogy maga Dante, Guido Guinizelli és Guido Cavalcanti új műfajt hoztak létre, amelynek előzményei megtalálhatók a provanszál trubadúrok, például a genovai Lanfranc Cigala műveiben.
Előzményeivel összehasonlítva, a dolce stil novo költészete kifinomult és intellektuális: metaforákat és szimbólumokat alkalmaz, valamint rendszeresen él a finom kétértelműségben rejlő lehetőségekkel. A női szépség imádata határozottan kifejezésre jut e stílus költőjének munkájában, aki gyakran mély önelemzést folytat. Számos irodalomkritikus szerint az önelemzést ennek poétái vezették be, és később Francesco Petrarca tökéletesítette.
Ennek az iskolának a költői elevenen festik le a női szépséget, álmaik hölgyét gyakran az Édenkert teremtményeihez hasonlítják. A nőt „angyalként” vagy „az Istenhez vezető útként” írják le. A szerelem a dolce stil nuovóban a testi szerelem helyett egyfajta égi szerelmet jelent.
A két fő fogalom, az önelemzés és a szerelem, így összeolvad, amint a költő a saját belső világába lép, hogy kifejezze legbensőbb érzéseit, melyeket a mérhetetlen, isteni női szépség vált ki belőle.
Ennek az irodalmi irányzatnak az első megnyilvánulása Guinizelli Al cor gentil rempaira sempre amore című költeménye, míg a költészeti irányzat fő művelője Dante volt, akinek legismertebb műve az Isteni színjáték.
A dolce stil novo jelentősége abban rejlik, hogy az első valódi itáliai irodalmi hagyomány megteremtése mellett megnemesítette a toszkán nyelvet, amely hamarosan az olasz nemzeti nyelv mintájává vált.
A dolce stil novo költői ihlették a későbbi katalán költőt, Melchior de Gualbest.

## Fordítás
- Ez a szócikk részben vagy egészben  a   Dolce Stil Novo című angol Wikipédia-szócikk fordításán alapul.  Az eredeti cikk szerkesztőit annak laptörténete sorolja fel. Ez a jelzés csupán a megfogalmazás eredetét és a szerzői jogokat jelzi, nem szolgál a cikkben szereplő információk forrásmegjelöléseként.